# Тержола
Тержола (груз. თერჯოლა) — город, центр Тержольского муниципалитета Грузии. Находится в 15 км от узловой железнодорожной станции Зестафони. Численность населения, по данным переписи 2014 года, составила 4644 человека. В городе расположены заводы: шампанских вин, консервный и лимонадные; фабрики: чайная, суконная.